# Rastdorf
Rastdorf is een gemeente in de Duitse deelstaat Nedersaksen. De gemeente is onderdeel van de Samtgemeinde Werlte in het landkreis Emsland. Rastdorf telt 1.070 inwoners.

## Geschiedenis
Het concern Krupp richtte in 1877 bij het dorp Wahn, halverwege Lathen en Sögel, een testterrein in voor de door Krupp geproduceerde kanonnen. Nadat in 1917 tijdens zo'n test een artilleriegranaat per ongeluk de pastorie van het dorp had verwoest, rees het plan, het dorp Wahn te evacueren, af te breken en elders weer op te bouwen. Dit plan werd pas op instigatie van Adolf Hitler in 1936 werkelijkheid. Het schietterrein werd toen meteen fors uitgebreid.  Ter herinnering aan dit verdwenen dorp is in het streekmuseum van Sögel een herinneringsruimte ingericht. Ook staan er ter plaatse nog enige monumenten.
In de jaren 1939-1941 werd ten behoeve van een groot aantal door deze feiten dakloos geworden gezinnen het nieuwe dorp Rastdorf gebouwd. Voordien was Rastdorf een zeer kleine ontginningskolonie met minder dan tien boerderijen geweest.
In 1943 werd Rastdorf een aparte gemeente.

## Toerisme
Rastdorf ligt in een bosrijke streek ten oosten van de heuvelrug Hümmling en ten westen van het Eleonorenwald ( zie onder Vrees (Nedersaksen)). Hier zijn goede wandelmogelijkheden.

## Belangrijke personen in relatie tot de gemeente

### Geboren
- Aloys Wobben, geb. in 1952 te Rastdorf, ingenieur, oprichter van Enercon, producent van windturbines

- Gemeinsame Normdatei: 4264475-6
- Virtual International Authority File: 246637418

Andervenne ·
Bawinkel ·
Beesten ·
Bockhorst ·
Börger ·
Breddenberg ·
Dersum ·
Dohren ·
Dörpen ·
Emsbüren ·
Esterwegen ·
Freren ·
Fresenburg ·
Geeste ·
Gersten ·
Groß Berßen ·
Handrup ·
Haren (Ems) ·
Haselünne ·
Heede ·
Herzlake ·
Hilkenbrook ·
Hüven ·
Klein Berßen ·
Kluse ·
Lähden ·
Lahn ·
Langen ·
Lathen ·
Lehe ·
Lengerich ·
Lingen ·
Lorup ·
Lünne ·
Meppen ·
Messingen ·
Neubörger ·
Neulehe ·
Niederlangen ·
Oberlangen ·
Papenburg ·
Rastdorf ·
Renkenberge ·
Rhede ·
Salzbergen ·
Schapen ·
Sögel ·
Spahnharrenstätte ·
Spelle ·
Stavern ·
Surwold ·
Sustrum ·
Thuine ·
Twist ·
Vrees ·
Walchum ·
Werlte ·
Werpeloh ·
Wettrup ·
Wippingen